# Mario Mutsch
Mario Mutsch (* 3. September 1984 in Sankt Vith, Belgien) ist ein ehemaliger luxemburgischer Fußballspieler und heutiger Trainer. 

## Als Spieler

### Verein
Der Sohn eines in Belgien aufgewachsenen luxemburgischen Vaters, dessen Vorfahren aus Asselborn im Norden des Großherzogtums stammen, und einer belgischen Mutter wuchs in der deutschsprachigen Stadt Sankt Vith in Ostbelgien auf und begann mit dem Fußballspielen beim RFC St. Vith, bevor er zum KFC Olympia Recht wechselte. 16-jährig absolvierte Mario Mutsch seine ersten Partien für die erste Mannschaft des Klubs. Nach vier Jahren wechselte der gelernte Kfz-Mechaniker 2002 zum belgischen Viertligisten Royal Spa FC, bei dem er einen Vertrag für die erste Mannschaft bekam. Im Jahre 2005 schloss er sich dem RFC Union Kelmis in der dritten belgischen Liga an. Ab Juli 2006 spielte Mutsch für die zweite Mannschaft von Alemannia Aachen in der deutschen Oberliga Nordrhein und kam dabei auf vier Tore in 30 Spielen. Nach der Saison wechselte er auf Empfehlung von Jeff Saibene zum FC Aarau, bei dem Saibene Trainerassistent war. Nach zwei Spielzeiten für den FC Aarau in der Axpo Super League mit 56 Spielen und drei Toren wechselte er im Juli 2009 zum französischen Zweitligisten FC Metz. Dort kam er in seiner ersten Spielzeit zu 32 Einsätzen. 2010/11 spielte Mutsch 25-mal und erzielte dabei sein einziges Tor in der Ligue 2. Im Juli 2011 wechselte Mutsch wieder in die Schweiz zum FC Sion. Ab 2012 spielte er für den FC St. Gallen, bei dem wieder Saibene bis 2015 als Trainer tätig war. Nach insgesamt sechs Jahren in der Schweiz wechselte Mutsch zur Saison 2017/18 in die BGL Ligue zu Progrès Niederkorn. Damit sorgte er für ein Kuriosum. Da Mutsch noch nie zuvor in seiner Karriere für einen luxemburgischen Verein aktiv war, wird der Kapitän der luxemburgischen Nationalmannschaft auf das Ausländerkontingent seines neuen Vereins gemäß der so genannten Premier licence angerechnet. Diese verpflichtet seit 2010 die Vereine der BGL Ligue, auf dem Spielbericht mindestens sieben Spieler anzuführen, die ihre Karriere in Luxemburg begonnen haben. Zu Beginn seiner Zeit beim Differdinger Klub sorgte Mario Mutsch für eine Überraschung, als er mit dem FC Progrès Niederkorn in der ersten Qualifikationsrunde zur UEFA Europa League die Glasgow Rangers rauswarf. Nach einem Disput mit Cheftrainer Cyril Serredszum gehörte er nicht mehr zum Kader des Klubs. Zum Ende der Saison 2018/19 beendete Mutsch seine aktive Laufbahn.

### Nationalmannschaft
Im Alter von 15 Jahren erhielt Mario Mutsch eine Einladung für eine Auswahlmannschaft der Belgier, musste allerdings aufgrund einer Verletzung absagen. Ein Freund der Familie Mutsch, der auch später Berater des Spielers wurde, knüpfte dereinst den Kontakt zwischen Mario und Guy Hellers, dem damaligen Trainer der luxemburgischen Nationalmannschaft. Nachdem dieser Mario Mutsch für gut befunden hatte, absolvierte dieser nach einer Einladung am 2. September 2005 bei einer 0:4-Niederlage in Portimão gegen Portugal sein erstes Spiel für die U21 Luxemburgs. Wenige Wochen später – am 8. Oktober 2005 – lief Mutsch beim 1:5 im WM-Qualifikationsspiel in Moskau gegen Russland erstmals für die A-Nationalmannschaft auf. Am 2. Juni 2019 absolvierte der gebürtige Sankt Vither, der sich mit der luxemburgischen Elf nie für ein großes Turnier qualifizieren konnte, bei einem 3:3 im Testspiel in Luxemburg-Stadt gegen Madagaskar sein Abschiedsspiel. Mit 101 Länderspielen ist er Rekordnationalspieler Luxemburgs.

## Als Trainer
Nachdem Mutsch kurzzeitig am Ende der Saison 2018/19 für zwei Partien das Traineramt des FC Progrès Niederkorn übernommen hatte, ging er im Sommer zur Fédération Luxembourgeoise de Football und übernahm dort die U-15 Nationalmannschaft. Gleichzeitig wurde er auch Co-Trainer der A-Auswahl unter Luc Holtz und arbeitet dort bis zum heutigen Tage. Im Sommer 2021 wechselte er dann als Übungsleiter von der U-15 zur U-17-Nationalmannschaft Luxemburgs und qualifizierte sich mit dieser für die Europameisterschaft 2022 in Israel.

## Wissenswertes
Mario Mutsch ist in Belgien geboren und aufgewachsen, doch den belgischen Pass hat er inzwischen abgegeben.